# ボローニャ・ボルゴ・パニゴーレ空港

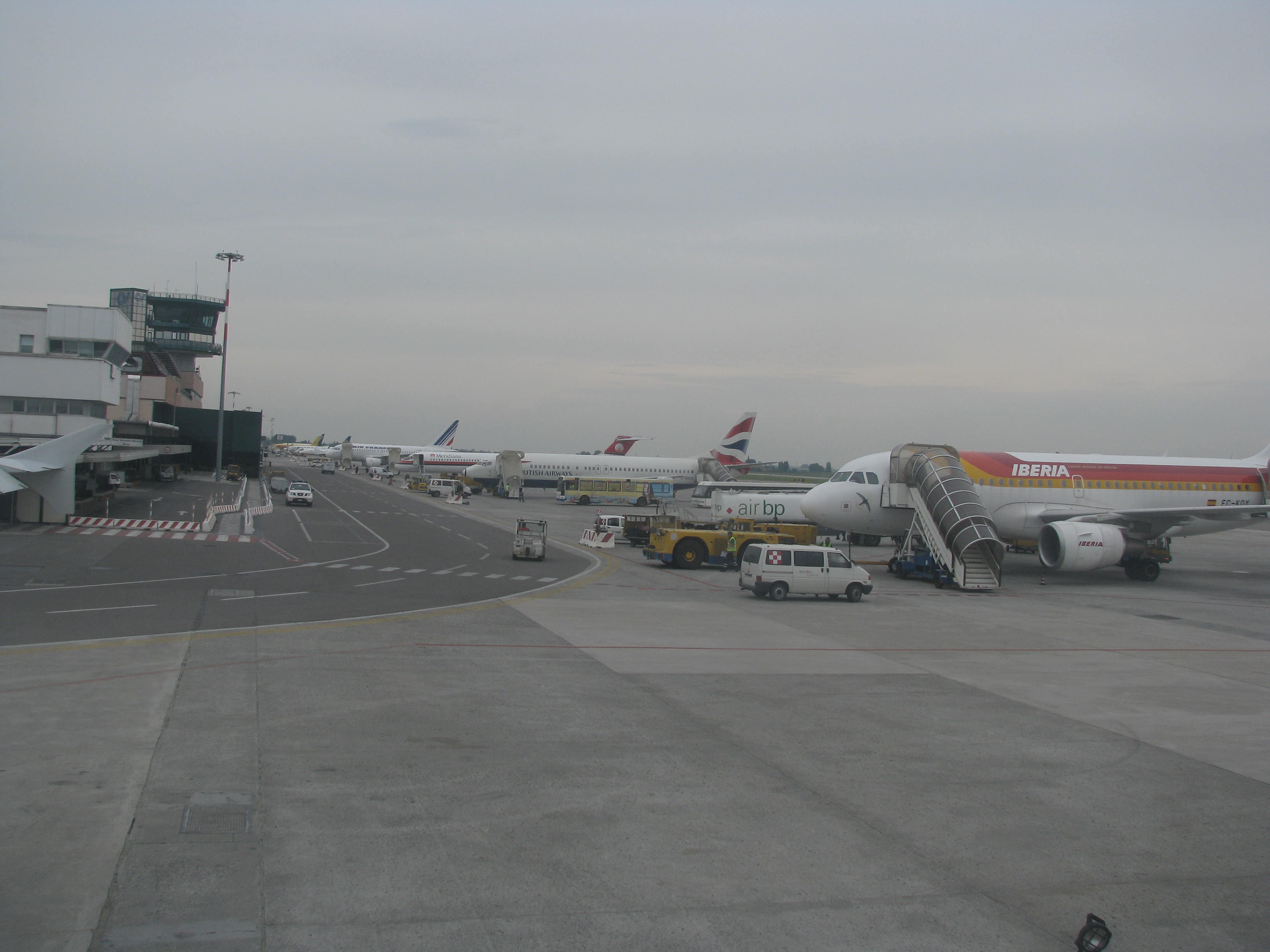
外観

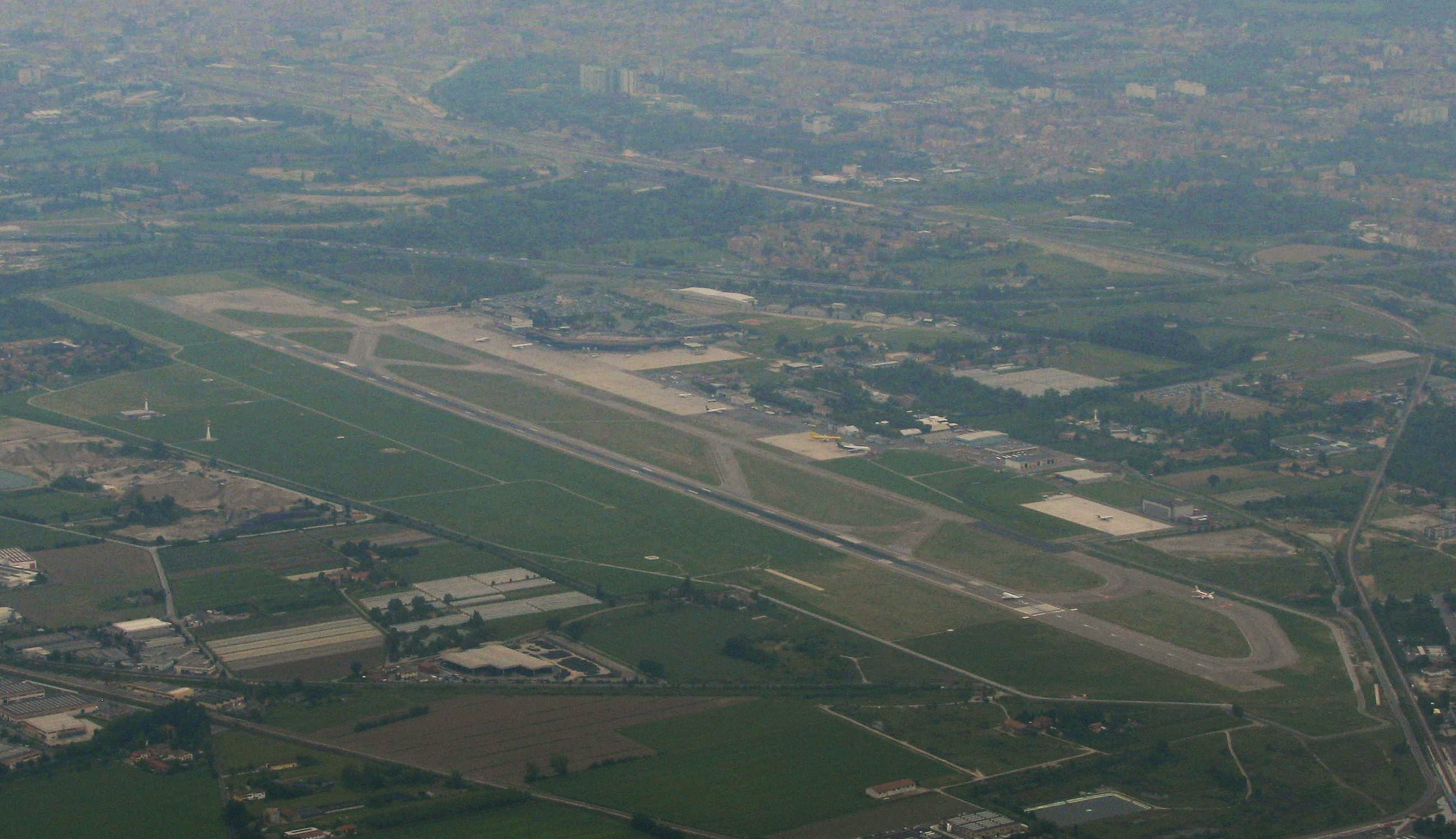
俯瞰写真

ボローニャ・ボルゴ・パニガーレ空港（伊: Aeroporto di Bologna-Borgo Panigale、英: Bologna Guglielmo Marconi Airport）は、イタリアのボローニャにある国際空港。単にボローニャ空港、あるいは地元のノーベル物理学賞受賞者グリエルモ・マルコーニにちなみボローニャ・マルコーニ空港とも呼ばれる。

## 概要
ボローニャ中心部の6km北西に位置している。2019年の旅客数は940万人だった。

## 就航航空会社

### 旅客便運航会社
- アリタリア航空
- ターキッシュ エアラインズ
- エミレーツ航空

## 空港へのアクセス
- ボローニャ中央駅よりアエロバス（Aerobus）にて約20分。
- マルコーニ・エクスプレス - ボローニャ・セントラル駅からの空港連絡モノレール。